# Episteme (noctuídeos)
Episteme (Arctiidae) é um gênero de traça pertencente à família Arctiidae.